# Кадельяно-Віконаго
Кадельяно-Віконаго, Кадельяно-Віконаґо (італ. Cadegliano-Viconago) — муніципалітет в Італії, у регіоні Ломбардія,  провінція Варезе.
Кадельяно-Віконаго розташоване на відстані близько 540 км на північний захід від Рима, 65 км на північний захід від Мілана, 17 км на північ від Варезе.
Населення — 2097 осіб (2014).
Щорічний фестиваль відбувається 31 грудня. Покровитель — San Silvestro.

## Демографія
Населення за роками:

Станом на 1 січня 2023 року в муніципалітеті офіційно проживало 175 іноземців з 28 країн, серед них 44 громадяни країн Євросоюзу та 9 громадян України.

## Сусідні муніципалітети
- Кременага
- Крольйо
- Кульяте-Фаб'яско
- Лавена-Понте-Треза
- Маркіроло
- Марціо
- Монтеджо
- Монтегрино-Вальтравалья